# جيريمي شيبرد
جيريمي شيبرد (8 أبريل 1983 بميسيساغا في كندا - ) هو لاعب كرة قدم كندي في مركز الهجوم. شارك مع منتخب كندا تحت 20 سنة لكرة القدم. أما مع النوادي، فقد لعب مع Toronto Lynx ‏ وBrampton City United FC ‏.